# Simulación Internacional Virtual de las Naciones Unidas
La Simulación Internacional Virtual de las Naciones Unidas, (conocida por su acrónimo INTMUN) es un Modelo de Naciones Unidas que fue desarrollado a través de un Foro de Discusión en Internet.
Hasta el momento la Conferencia ha tenido una única edición, dado que su Primer Período de Sesiones se desarrolló en el año 2009 con la participación de 225 jóvenes estudiantes de Secundaria y Universidad, provenientes de 16 países de América, Europa y Asia.
Por su propósito educativo, la Edición 2009 del INTMUN recibió el Reconocimiento del Centro de Información de las Naciones Unidas, la Embajada de los Estados Unidos de América, la Embajada del Reino de España y un Mensaje del Secretario General de las Naciones Unidas, Ban Ki-Moon.

## Historia

### Surgimiento
La Simulación Internacional Virtual de las Naciones Unidas surgió como iniciativa independiente de un estudiante argentino en abril de 2009. Según WHOIS, el dominio intmun.org fue registrado el 26 de mayo del mismo año.
El sitio web y las inscripciones para la primera sesión fueron abiertos durante el mes de junio y concluyeron en agosto. El reporte de inscriptos, que fue informado a través de Twitter, determinó la inscripción de más de doscientos participantes de Argentina, España, Uruguay, República Dominicana, Israel, Estados Unidos, México y Haití, entre otros.

### Primer período de sesiones
Composición y cronología
El 1 de septiembre de 2009 se inauguraron las Reuniones de Trabajo del Primer Período de Sesiones de la Simulación Internacional Virtual de las Naciones Unidas. Los Comités y Órganos representados fueron: la Sesión Especial de la Asamblea General de las Naciones Unidas sobre Infancia (UNGASS 1), la Sesión Especial de la Asamblea General de las Naciones Unidas sobre Refugiados (UNGASS 2) y el Consejo de Seguridad de la ONU.
Más de 220 delegaciones fueron asignadas, repartidas en los distintos órganos. El Secretariado estuvo compuesto por tres Presidentes, Secretario General Adjunto y Secretario General.
Tópicos de Debate
Dado que el Centro de Información de la ONU asesoró y cooperó con la organización del INTMUN, los temas tratados en el modelo fueron temas de interés real de la ONU.
En UNGASS 1 el tema elegido fue La Situación Actual de los Derechos del Niño, en UNGASS 2 Asistencia a los refugiados durante y tras los conflictos y en el Consejo de Seguridad se debatió sobre La situación en el Oriente Medio, incluida la cuestión de Palestina.

## Funcionamiento
Al igual que otros Modelos de Naciones Unidas virtuales, INTMUN se basa en un sistema de foros de internet.
Los órganos de trabajo son representados en forma de Categorías, y las instancias del debate en foros y subforos.
Según su Reglamento Oficial, los Delegados pueden ingresar a sesionar en el momento que consideren convenientes, aunque debiendo hacerlo al menos tres veces por semana. Asimismo, las Etapas del Debate son sucesivas y no simultáneas. En primer lugar se lleva a cabo la presentación de Discursos de Posición sobre los temas, luego se procede al Debate en General y la redacción de Anteproyectos de Resolución, pasando inmediatamente al Debate en Particular del Proyecto de Resolución y por último con las votaciones finales.
En cuanto a los aspectos técnicos, INTMUN está basado en el software libre MyBB 1.4.8 y corre sobre un servidor web con soporte para PHP 5 y bases de datos MySQL. Por su dirección IP puede inferirse que está ubicado en EE. UU..

## Difusión
Al ser una actividad educativa orientada a las nuevas tecnologías, las redes sociales fueron de vital importancia para la difusión y conocimiento de esta Conferencia Internacional.
- Facebook

Los organizadores utilizan los grupos y páginas de Facebook para dar a conocer la actividad y para reunir a los participantes de las sesiones. Más de 1100 personas siguen INTMUN a través de Facebook.
- Twitter

Twitter también es utilizado por INTMUN a los efectos de dar a conocer novedades y noticias acerca de las Sesiones y las tareas administrativas y organizativas.
- Medios gráficos

La Simulación Internacional de las Naciones Unidas también estuvo presente en medios de comunicación tradicionales, ya sea por entrevistas o publicidad.